# Drogo de Champanhe
Drogo (670 — 708), filho de Pepino de Herstal e Plectrude, foi duque de Champanhe por nomeação de seu pai em 690 e duque da Borgonha a partir da morte de Norberto em 697. Foi o prefeito do palácio da Borgonha a partir de 695. Ele se casou com Anstrude, filha de Ansflede e Varratão, o ex-prefeito do palácio da Nêustria e da Borgonha, e também viúva do prefeito do palácio Bertar.
Drogo morreu antes de seu pai e eixou o ducado de Champanhe para seu segundo filho mais velho, porque seu primogênito, Hugo de Ruão, havia entrado para um monastério. Drogo foi sepultado em Metz.

## Pais
♂ Pepino de Herstal (◊ c. 635 † 714)
♀ Plectrude (◊ ? † depois de 717)

## Casamentos e filhos
- com Anstrude (◊ ? † ?)

1. ♂ Hugo de Ruão (◊ ? † 731) Abade de Fontenelle (agora (Saint-Wandrille-Rançon) e Jumièges. Arcebispo de Ruão e bispo de Paris e Bayeux.
2. ♂ Arnulfo (◊ c. 690 † 723) Duque de Champanhe
3. ♂ Godofredo (◊ ? † ?)
4. ♂ Pepino (◊ ? † ?)